# جائزة الكرة الذهبية 1996
جائزة الكرة الذهبية 1996، جائزة سنوية تُعطى لأفضل لاعب كرة القدم في العالم من طرف مجلة فرانس فوتبول الفرنسية، كما تقرره لجنة دولية من الصحفيين الرياضيين، وفاز بالجائزة في 1996 اللاعب الألماني ماتياس زامر لاعب بوروسيا دورتموند.

## الترتيب
| الترتيب | اللاعب      | النادي           | الجنسية  | النقاط |
| ------- | ----------- | ---------------- | -------- | ------ |
| 1       | ماتياس زامر | بوروسيا دورتموند | ألمانيا  | 144    |
| 2       | رونالدو     | آيندهوفن برشلونة | البرازيل | 143    |
| 3       | آلان شيرر   | نيوكاسل يونايتد  | إنجلترا  | 107    |